# 브리지포트 대학교
브리지포트 대학교(University of Bridgeport, UB, UBPT)는 미국 코네티컷주 브리지포트의 사립 대학이다. 2021년 이 대학교는 굿윈 대학교에 인수되었다. 다만, 교명, 브랜드, 이사회는 그대로 유지했다.
처음 교명은 주니어 칼리지 오브 코네티컷(Junior College of Connecticut)이었다. 브리지포트 유일의 대학교이며 코네티컷주 최대의 대학교 중 하나이다.
1947년에 4년제가 되면서 교명이 현재의 브리지포트 대학교로 변경되었다.